# Griesheim-près-Molsheim
Griesheim-près-Molsheim (en alsacià Griese) és un municipi francès, situat a la regió del Gran Est, al departament del Baix Rin. L'any 1999 tenia 1.722 habitants. Limita amb Bischoffsheim, Rosheim, Altorf, Innenheim i Blaesheim.
Forma part del cantó de Molsheim, del districte de Molsheim i de la Comunitat de comunes de les Portes de Rosheim.

## Demografia
| 1962 | 1968 | 1975  | 1982  | 1990  | 1999  |
| ---- | ---- | ----- | ----- | ----- | ----- |
| 766  | 802  | 1.094 | 1.309 | 1.503 | 1.722 |

## Administració
| Període | Identitat | Partit |
| ------- | --------- | ------ |
| 2001-   | Guy Erb   |        |